# World Masters (darts)
De WDF World Masters (tot en met 2018 Winmau World Masters geheten en de editie van 2019 One80 L-style World Masters geheten) is een dartstoernooi dat, na de laatste editie van 2019, in 2022 opnieuw werd gehouden in De Bonte Wever te Assen. Het toernooi werd in december 2022 gespeeld. Tijdens dit toernooi vond ook de loting van het WDF World Championship 2022 plaats.
De World Masters wordt gezien als het op een na grootste toernooi van de World Darts Federation (WDF). De eerste editie vond plaats in 1974.
Na het faillissement van de British Darts Organisation (BDO), in september 2020, werden er door de WDF plannen gemaakt om een doorstart van het toernooi te maken. Dit keer onder de naam WDF World Masters. In december 2020 maakte de WDF bekend dat de eerste editie van de WDF World Masters in 2021 zou worden gehouden in De Bonte Wever te Assen. Door de coronapandemie werd deze uitgesteld tot december 2022.

## Finales mannen
| Jaar | Winnaar (gemiddelde in finale) | T    | Sets  | Runner-up (gemiddelde in finale) | Sponsors       | Prijzenpot | Prijzenpot | Prijzenpot | Plaats                                                 | Bond |
| Jaar | Winnaar (gemiddelde in finale) | T    | Sets  | Runner-up (gemiddelde in finale) | Sponsors       | Totaal     | Winnaar    | Runner-up  | Plaats                                                 | Bond |
| ---- | ------------------------------ | ---- | ----- | -------------------------------- | -------------- | ---------- | ---------- | ---------- | ------------------------------------------------------ | ---- |
| 1974 | Cliff Inglis                   | 1ste | 3 – 2 | Harry Heenan                     | Phonogram      | £ 800      | £ 400      | £ 200      | West Centre Hotel, Fulham                              | BDO  |
| 1975 | Alan Evans                     | 1ste | 3 – 1 | David Jones                      | Phonogram      | £ 2.000    | £ 1.000    | £ 500      | West Centre Hotel, Fulham                              | BDO  |
| 1976 | John Lowe                      | 1ste | 3 – 0 | Phil Obbard                      | Winmau         | £ 2.000    | £ 1.000    | £ 500      | West Centre Hotel, Fulham                              | BDO  |
| 1977 | Eric Bristow (75,90)           | 1ste | 3 – 1 | Paul Reynolds (74,37)            | Winmau         | £ 3.000    | £ 2.000    | £ 500      | Wembley Conference Centre                              | BDO  |
| 1978 | Ronnie Davis (79,23)           | 1ste | 3 – 2 | Tony Brown (82,65)               | Winmau         | £ 4.751    | £ 3.001    | £ 1.000    | Wembley Conference Centre                              | BDO  |
| 1979 | Eric Bristow (81,93)           | 2de  | 2 – 0 | Allan Hogg (72,00)               | Winmau         | £ 6.251    | £ 4.001    | £ 1.250    | Wembley Conference Centre                              | BDO  |
| 1980 | John Lowe (84,69)              | 2de  | 2 – 0 | Rab Smith (73,77)                | Winmau         | £ 6.251    | £ 3.001    | £ 1.000    | Wembley Conference Centre                              | BDO  |
| 1981 | Eric Bristow (92,04)           | 3de  | 2 – 1 | John Lowe (95,10)                | Winmau         | £ 7.800    | £ 5.000    | £ 1.500    | Wembley Conference Centre                              | BDO  |
| 1982 | Dave Whitcombe (87,09)         | 1ste | 2 – 1 | Jocky Wilson (80,40)             | Winmau         | £ 10.950   | £ 7.500    | £ 1.750    | Rainbow Suite, Kensington                              | BDO  |
| 1983 | Eric Bristow (87,90)           | 4de  | 2 – 1 | Mike Gregory (87,90)             | Winmau         | £ 10.950   | £ 7.500    | £ 1.750    | Rainbow Suite, Kensington                              | BDO  |
| 1984 | Eric Bristow (101,16)          | 5de  | 3 – 1 | Keith Deller (86,55)             | Winmau         | £ 13.100   | £ 7.500    | £ 3.000    | Rainbow Suite, Kensington                              | BDO  |
| 1985 | Dave Whitcombe (89,49)         | 2de  | 3 – 0 | Ray Farrell (83,49)              | Winmau         | £ 15.000   | £ 8.000    | £ 3.000    | Rainbow Suite, Kensington                              | BDO  |
| 1986 | Bob Anderson (90,72)           | 1ste | 3 – 2 | Bob Sinnaeve (87,57)             | Winmau         | £ 15.000   | £ 8.000    | £ 3.000    | Rainbow Suite, Kensington                              | BDO  |
| 1987 | Bob Anderson (94,26)           | 2de  | 3 – 1 | John Lowe (90,81)                | Winmau         | £ 15.000   | £ 8.000    | £ 3.000    | Rainbow Suite, Kensington                              | BDO  |
| 1988 | Bob Anderson (87,51)           | 3de  | 3 – 2 | John Lowe (85,11)                | Winmau         | £ 15.000   | £ 8.000    | £ 3.000    | Rainbow Suite, Kensington                              | BDO  |
| 1989 | Peter Evison (92,67)           | 1ste | 3 – 2 | Eric Bristow (92,67)             | Winmau         | £ 9.600    | £ 4.000    | £ 2.000    | Rainbow Suite, Kensington                              | BDO  |
| 1990 | Phil Taylor (98,46)            | 1ste | 3 – 2 | Jocky Wilson (91,85)             | Winmau         | £ 15.000   | £ 8.000    | £ 3.000    | Ramada Inn. Lillie Road, West Londen                   | BDO  |
| 1991 | Rod Harrington (89,88)         | 1ste | 3 – 1 | Phil Taylor (92,94)              | Winmau         | £ 14.000   | £ 7.000    | £ 3.000    | Ramada Inn. Lillie Road, West Londen                   | BDO  |
| 1992 | Dennis Priestley (102,27)      | 1ste | 3 – 2 | Mike Gregory (100,14)            | Winmau         | £ 14.000   | £ 7.000    | £ 3.000    | Earls Court, Londen                                    | BDO  |
| 1993 | Steve Beaton (87,57)           | 1ste | 3 – 1 | Les Wallace (91,50)              | Winmau         | £ 14.000   | £ 7.000    | £ 3.000    | Earls Court, Londen                                    | BDO  |
| 1994 | Richie Burnett (93,57)         | 1ste | 3 – 2 | Steve Beaton (90,27)             | Winmau         | £ 14.000   | £ 7.000    | £ 3.000    | Earls Court, Londen                                    | BDO  |
| 1995 | Erik Clarys (94,17)            | 1ste | 3 – 0 | Richie Burnett (90,96)           | Winmau         | £ 13.100   | £ 7.000    | £ 2.500    | Earls Court, Londen                                    | BDO  |
| 1996 | Colin Monk (92,70)             | 1ste | 3 – 2 | Richie Burnett (91,71)           | Winmau         | £ 13.100   | £ 7.000    | £ 2.500    | Paragon Hotel, Lillie Road, Londen                     | BDO  |
| 1997 | Graham Hunt (88,89)            | 1ste | 3 – 2 | Ronnie Baxter (91,26)            | Winmau         | £ 13.100   | £ 7.000    | £ 2.500    | Paragon Hotel, Lillie Road, Londen                     | BDO  |
| 1998 | Les Wallace (90,72)            | 1ste | 3 – 2 | Alan Warriner-Little (86,04)     | Winmau         | £ 14.100   | £ 8.000    | £ 2.500    | Lakeside Country Club, Frimley Green                   | BDO  |
| 1999 | Andy Fordham (88,20)           | 1ste | 3 – 1 | Wayne Jones (81,87)              | Winmau         | £ 14.100   | £ 8.000    | £ 2.500    | Lakeside Country Club, Frimley Green                   | BDO  |
| 2000 | John Walton (90,75)            | 1ste | 3 – 2 | Mervyn King (86,82)              | Winmau         | £ 14.100   | £ 8.000    | £ 2.500    | Lakeside Country Club, Frimley Green                   | BDO  |
| 2001 | Raymond van Barneveld (95,64)  | 1ste | 4 – 2 | Jarkko Komula (95,16)            | Winmau         | £ 14.100   | £ 8.000    | £ 2.500    | Lakeside Country Club, Frimley Green                   | BDO  |
| 2002 | Mark Dudbridge (87,39)         | 1ste | 7 – 4 | Tony West (82,50)                | Winmau         | £ 16.800   | £ 10.000   | £ 3.000    | Bridlington Spa Royal Hall                             | BDO  |
| 2003 | Tony West (93,60)              | 1ste | 7 – 6 | Raymond van Barneveld (96,84)    | Winmau         | £ 16.800   | £ 10.000   | £ 3.000    | Bridlington Spa Royal Hall                             | BDO  |
| 2004 | Mervyn King (97,86)            | 1ste | 7 – 6 | Tony O'Shea (98,19)              | Winmau         | £ 21.800   | £ 15.000   | £ 3.000    | Bridlington Spa Royal Hall                             | BDO  |
| 2005 | Raymond van Barneveld (94,71)  | 2de  | 7 – 3 | Göran Klemme (87,45)             | Winmau         | £ 21.800   | £ 15.000   | £ 3.000    | Bridlington Spa Royal Hall                             | BDO  |
| 2006 | Michael van Gerwen (94,50)     | 1ste | 7 – 5 | Martin Adams (93,69)             | Winmau         | £ 23.800   | £ 15.000   | £ 3.000    | Leisure World, Bridlington                             | BDO  |
| 2007 | Robert Thornton (94,26)        | 1ste | 7 – 5 | Darryl Fitton (95,28)            | Winmau         | £ 50.000   | £ 25.000   | £ 10.000   | Leisure World, Bridlington                             | BDO  |
| 2008 | Martin Adams (95,55)           | 1ste | 7 – 6 | Scott Waites (97,26)             | Winmau         | £ 50.000   | £ 25.000   | £ 10.000   | Bridlington Spa Royal Hall                             | BDO  |
| 2009 | Martin Adams (90,15)           | 2de  | 7 – 6 | Robbie Green (86,07)             | Winmau         | £ 53.000   | £ 25.000   | £ 10.000   | Bridlington Spa Royal Hall                             | BDO  |
| 2010 | Martin Adams (94,29)           | 3de  | 7 – 3 | Stuart Kellett (90,99)           | Winmau         | £ 58.000   | £ 25.000   | £ 10.000   | Hull City Hall, Kingston upon Hull                     | BDO  |
| 2011 | Scott Waites (100,62)          | 1ste | 7 – 2 | Dean Winstanley (95,85)          | Winmau         | £ 55.000   | £ 25.000   | £ 10.000   | Hull Arena, Kingston upon Hull                         | BDO  |
| 2012 | Stephen Bunting (94,86)        | 1ste | 7 – 4 | Tony O'Shea (84,81)              | Winmau         | £ 60.000   | £ 25.000   | £ 10.000   | Costello Stadium en Hull City Hall, Kingston upon Hull | BDO  |
| 2013 | Stephen Bunting (96,11)        | 2de  | 7 – 0 | James Wilson (93,91)             | Winmau         | £ 60.000   | £ 25.000   | £ 10.000   | Bonus Arena en Hull City Hall, Kingston upon Hull      | BDO  |
| 2014 | Martin Phillips (89,67)        | 1ste | 7 – 3 | Jamie Hughes (82,08)             | Winmau         | £ 60.000   | £ 25.000   | £ 10.000   | Bonus Arena en Hull City Hall, Kingston upon Hull      | BDO  |
| 2015 | Glen Durrant (92,55)           | 1ste | 7 – 3 | Larry Butler (92,10)             | Winmau         | £ 60.000   | £ 25.000   | £ 10.000   | Hull City Hall, Kingston upon Hull                     | BDO  |
| 2016 | Glen Durrant (92,46)           | 2de  | 6 – 3 | Mark McGeeney (86,28)            | Winmau         | £ 60.000   | £ 25.000   | £ 10.000   | Lakeside Country Club, Frimley Green                   | BDO  |
| 2017 | Krzysztof Ratajski (97,57)     | 1ste | 6 – 1 | Mark McGeeney (90,21)            | Winmau         | £ 60.000   | £ 25.000   | £ 10.000   | Bridlington Spa Royal Hall                             | BDO  |
| 2018 | Adam Smith-Neale (96,82)       | 1ste | 6 – 4 | Glen Durrant (99,68)             | Winmau         | £ 60.000   | £ 25.000   | £ 10.000   | Bridlington Spa Royal Hall                             | BDO  |
| 2019 | John O'Shea (88,89)            | 1ste | 6 – 4 | Scott Waites (86,24)             | One80, L-Style | £ 49.500   | £ 18.000   | £ 7.500    | Circus Tavern, Purfleet                                | BDO  |
| 2022 | Wesley Plaisier (96,27)        | 1ste | 7 – 2 | Barry Copeland (95,93)           | Winmau         | € 32.000   | € 10.000   | € 5.000    | De Bonte Wever, Assen                                  | WDF  |
| 2024 | Wesley Plaisier (96,33)        | 2de  | 7 – 3 | Kai Gotthardt (90,63)            |                | € 35.000   | € 10.000   | € 5.000    | Gerevich Aladár National Sports Hall, Boedapest        | WDF  |

#### Meeste toernooizeges
- Eric Bristow (5 titels)
- Bob Anderson (3 titels)
- Martin Adams (3 titels)
- Raymond van Barneveld (2 titels)
- John Lowe (2 titels)
- Dave Whitcombe (2 titels)
- Stephen Bunting (2 titels)
- Glen Durrant (2 titels)
- Wesley Plaisier (2 titels)

## Nine-dart-finishes
| Speler      | Jaar | Ronde      | Resultaat | Tegenstander    |
| ----------- | ---- | ---------- | --------- | --------------- |
| John Walton | 2007 | Laatste 16 | Gewonnen  | Martin Phillips |

## Finales vrouwen
| Jaar | Winnaar (gemiddelde in finale) | T    | Sets  | Runner-up (gemiddelde in finale) | Sponsors       | Prijzenpot | Prijzenpot | Prijzenpot | Plaats                                                 | Bond |
| Jaar | Winnaar (gemiddelde in finale) | T    | Sets  | Runner-up (gemiddelde in finale) | Sponsors       | Totaal     | Winnaar    | Runner-up  | Plaats                                                 | Bond |
| ---- | ------------------------------ | ---- | ----- | -------------------------------- | -------------- | ---------- | ---------- | ---------- | ------------------------------------------------------ | ---- |
| 1982 | Ann Marie Davies (76,50)       | 1ste | 3 – 0 | Maureen Flowers (76,44)          | Winmau         | £ 2.500    | £ 1.200    | £ 500      | Rainbow Suite, Kensington                              | BDO  |
| 1983 | Sonja Ralphs                   | 1ste | 3 – 1 | Lil Coombes                      | Winmau         | £ 2.500    | £ 1.200    | £ 500      | Rainbow Suite, Kensington                              | BDO  |
| 1984 | Kathy Wones (50,67)            | 1ste | 3 – 0 | Sandy Earnshaw (47,97)           | Winmau         | £ 2.500    | £ 1.200    | £ 500      | Rainbow Suite, Kensington                              | BDO  |
| 1985 | Lilian Barnett (59,88)         | 1ste | 3 – 1 | Sonja Ralphs (50,97)             | Winmau         | £ 3.300    | £ 1.500    | £ 600      | Rainbow Suite, Kensington                              | BDO  |
| 1986 | Kathy Wones                    | 2de  | 3 – 1 | Jayne Kempster                   | Winmau         | £ 3.300    | £ 1.500    | £ 600      | Rainbow Suite, Kensington                              | BDO  |
| 1987 | Ann Thomas (62,13)             | 1ste | 3 – 2 | Cathie McCulloch (62,22)         | Winmau         | £ 3.300    | £ 1.500    | £ 600      | Rainbow Suite, Kensington                              | BDO  |
| 1988 | Mandy Solomons (84,39)         | 1ste | 3 – 1 | Maureen Flowers (81,72)          | Winmau         | £ 3.300    | £ 1.500    | £ 600      | Rainbow Suite, Kensington                              | BDO  |
| 1989 | Mandy Solomons (86,64)         | 2de  | 3 – 1 | Sharon Colclough (77,25)         | Winmau         | £ 3.300    | £ 1.500    | £ 600      | Rainbow Suite, Kensington                              | BDO  |
| 1990 | Rhian Speed                    | 1ste | 3 – 1 | Deta Hedman                      | Winmau         | £ 3.300    | £ 1.500    | £ 600      | Ramada Inn. Lillie Road, West Londen                   | BDO  |
| 1991 | Sandy Reitan                   | 1ste | 3 – 0 | Hege Løkken                      | Winmau         | £ 3.300    | £ 1.500    | £ 600      | Ramada Inn. Lillie Road, West Londen                   | BDO  |
| 1992 | Leeanne Maddock                | 1ste | 3 – 2 | Sandra Greatbatch                | Winmau         | £ 3.300    | £ 1.500    | £ 600      | Earls Court, Londen                                    | BDO  |
| 1993 | Mandy Solomons                 | 3de  | 3 – 1 | Kathy Maloney                    | Winmau         | £ 3.300    | £ 1.500    | £ 600      | Earls Court, Londen                                    | BDO  |
| 1994 | Deta Hedman (76,20)            | 1ste | 3 – 2 | Mandy Solomons (69,09)           | Winmau         | £ 4.000    | £ 1.600    | £ 800      | Earls Court, Londen                                    | BDO  |
| 1995 | Sharon Colclough (73,14)       | 1ste | 3 – 1 | Stacy Bromberg (75,33)           | Winmau         | £ 3.600    | £ 1.400    | £ 700      | Earls Court, Londen                                    | BDO  |
| 1996 | Sharon Douglas (57,00)         | 1ste | 3 – 1 | Heike Ernst (63,45)              | Winmau         | £ 3.600    | £ 1.400    | £ 700      | Paragon Hotel, Lillie Road, Londen                     | BDO  |
| 1997 | Mandy Solomons (68,16)         | 4de  | 3 – 1 | Sandra Greatbatch (59,67)        | Winmau         | £ 3.600    | £ 1.400    | £ 700      | Paragon Hotel, Lillie Road, Londen                     | BDO  |
| 1998 | Karen Smith (78,33)            | 1ste | 3 – 2 | Trina Gulliver (70,05)           | Winmau         | £ 4.200    | £ 2.000    | £ 700      | Lakeside Country Club, Frimley Green                   | BDO  |
| 1999 | Francis Hoenselaar (95,04)     | 1ste | 3 – 1 | Trina Gulliver (97,56)           | Winmau         | £ 5.200    | £ 3.000    | £ 700      | Lakeside Country Club, Frimley Green                   | BDO  |
| 2000 | Trina Gulliver (85,77)         | 1ste | 3 – 1 | Francis Hoenselaar (83,55)       | Winmau         | £ 5.200    | £ 3.000    | £ 700      | Lakeside Country Club, Frimley Green                   | BDO  |
| 2001 | Anne Kirk (70,44)              | 1ste | 4 – 0 | Marilyn Popp (60,39)             | Winmau         | £ 5.200    | £ 3.000    | £ 700      | Lakeside Country Club, Frimley Green                   | BDO  |
| 2002 | Trina Gulliver (68,10)         | 2de  | 4 – 2 | Karen Smith (64,38)              | Winmau         | £ 6.200    | £ 3.000    | £ 1.000    | Bridlington Spa Royal Hall                             | BDO  |
| 2003 | Trina Gulliver (76,02)         | 3de  | 4 – 3 | Crissy Howat (73,86)             | Winmau         | £ 6.200    | £ 3.000    | £ 1.000    | Bridlington Spa Royal Hall                             | BDO  |
| 2004 | Trina Gulliver (96,84)         | 4de  | 4 – 1 | Francis Hoenselaar (81,21)       | Winmau         | £ 6.200    | £ 3.000    | £ 1.000    | Bridlington Spa Royal Hall                             | BDO  |
| 2005 | Trina Gulliver (90,81)         | 5de  | 4 – 1 | Francis Hoenselaar (71,88)       | Winmau         | £ 6.200    | £ 3.000    | £ 1.000    | Bridlington Spa Royal Hall                             | BDO  |
| 2006 | Francis Hoenselaar (76,56)     | 2de  | 4 – 3 | Karin Krappen (77,94)            | Winmau         | £ 6.200    | £ 3.000    | £ 1.000    | Leisure World, Bridlington                             | BDO  |
| 2007 | Karin Krappen (73,92)          | 1ste | 4 – 3 | Karen Lawman (75,90)             | Winmau         | £ 10.000   | £ 5.000    | £ 1.500    | Leisure World, Bridlington                             | BDO  |
| 2008 | Francis Hoenselaar (77,25)     | 3de  | 4 – 3 | Anastasia Dobromyslova (77,22)   | Winmau         | £ 10.000   | £ 5.000    | £ 1.500    | Bridlington Spa Royal Hall                             | BDO  |
| 2009 | Linda Ithurralde (68,10)       | 1ste | 4 – 3 | Trina Gulliver (67,83)           | Winmau         | £ 10.000   | £ 5.000    | £ 2.000    | Bridlington Spa Royal Hall                             | BDO  |
| 2010 | Julie Gore (70,41)             | 1ste | 4 – 1 | Francis Hoenselaar (74,46)       | Winmau         | £ 10.000   | £ 5.000    | £ 2.000    | Hull City Hall, Kingston upon Hull                     | BDO  |
| 2011 | Lisa Ashton (71,13)            | 1ste | 4 – 1 | Trina Gulliver (69,48)           | Winmau         | £ 10.000   | £ 5.000    | £ 2.000    | Hull Arena, Kingston upon Hull                         | BDO  |
| 2012 | Julie Gore (78,24)             | 2de  | 4 – 1 | Deta Hedman (78,21)              | Winmau         | £ 10.000   | £ 5.000    | £ 2.000    | Costello Stadium en Hull City Hall, Kingston upon Hull | BDO  |
| 2013 | Deta Hedman (76,38)            | 2de  | 4 – 1 | Rachel Brooks (66,58)            | Winmau         | £ 6.200    | £ 3.000    | £ 1.000    | Bonus Arena en Hull City Hall, Kingston upon Hull      | BDO  |
| 2014 | Anastasia Dobromyslova (74,67) | 1ste | 4 – 1 | Fallon Sherrock (72,00)          | Winmau         | £ 6.200    | £ 3.000    | £ 1.000    | Bonus Arena en Hull City Hall, Kingston upon Hull      | BDO  |
| 2015 | Aileen de Graaf (82,50)        | 1ste | 5 – 4 | Lisa Ashton (83,79)              | Winmau         | £ 6.200    | £ 3.000    | £ 1.000    | Hull City Hall, Kingston upon Hull                     | BDO  |
| 2016 | Trina Gulliver (63,79)         | 6de  | 5 – 2 | Deta Hedman (64,94)              | Winmau         | £ 6.200    | £ 3.000    | £ 1.000    | Lakeside Country Club, Frimley Green                   | BDO  |
| 2017 | Lorraine Winstanley (76,89)    | 1ste | 5 – 2 | Corrine Hammond (72,78)          | Winmau         | £ 6.200    | £ 3.000    | £ 1.000    | Bridlington Spa Royal Hall                             | BDO  |
| 2018 | Lisa Ashton (84,87)            | 2de  | 5 – 2 | Casey Gallagher (77,46)          | Winmau         | £ 10.500   | £ 5.000    | £ 2.000    | Bridlington Spa Royal Hall                             | BDO  |
| 2019 | Lisa Ashton (85,50)            | 1ste | 5 – 4 | Anastasia Dobromyslova (82,76)   | One80, L-Style | £ 10.500   | £ 5.000    | £ 2.000    | Circus Tavern, Purfleet                                | BDO  |
| 2022 | Beau Greaves (80,52)           | 1ste | 6 – 0 | Almudena Fajardo (74,40)         | Winmau         | € 15.000   | € 5.000    | € 2.000    | De Bonte Wever, Assen                                  | WDF  |
| 2024 | Beau Greaves (92,97)           | 2de  | 6 – 0 | Rhian O'Sullivan (73,34)         |                | € 15.000   | € 5.000    | € 2.000    | Gerevich Aladár National Sports Hall, Boedapest        | WDF  |

#### Meeste toernooizeges
- Trina Gulliver (6 titels)
- Mandy Solomons (4 titels)
- Francis Hoenselaar (3 titels)
- Lisa Ashton (3 titels)
- Kathy Wones (2 titels)
- Julie Gore (2 titels)
- Deta Hedman (2 titels)
- Beau Greaves (2 titels)

## Finales jeugd

### Jeugd mixed
| Jaar | Winnaar           | Uitslag | Tegenstander       |
| ---- | ----------------- | ------- | ------------------ |
| 1986 | Harith Lim        | 3 - 0   | Rowan Barry        |
| 1987 | Sean Bell         | 3 - 1   | Mark Day           |
| 1988 | Sean Dowling      | 3 - 2   | Paul Linwood       |
| 1989 | Dennis Beisser    | 3 - 1   | Peter van Tilburg  |
| 1990 | Craig Clancy      | 3 - 1   | Lee Murphy         |
| 1991 | Michael Barnard   | 3 - 1   | Leeanne Maddock    |
| 1992 | Leeanne Maddock   | 3 - 1   | Christian Lechtken |
| 1993 | Jamie Caven       | 3 - 1   | Lee Palfreyman     |
| 1994 | Steven De Brucker | 3 - 0   | Lee Palfreyman     |
| 1995 | Martin Whatmough  | 3 -0    | Nick Hjortoft      |
| 1996 | Carsten Hoffmann  | 3 - 2   | Steve Smith        |
| 1997 | Aaron Turner      | 3 - 1   | Leon Womack        |
| 1998 | Paul Higgins      | 3 - 2   | Keith Rooney       |

### Jeugd jongens
| Jaar | Winnaar              | Uitslag | Tegenstander          |
| ---- | -------------------- | ------- | --------------------- |
| 1999 | Martin Brown         | 3 - 2   | Daniel Moreira        |
| 2000 | Danny Ballard        | 3 - 0   | Ian Turner            |
| 2001 | Stephen Bunting      | 3 - 0   | José Manuel Rodríguez |
| 2002 | Shaun McDonald       | 3 - 1   | Richard Dunlop        |
| 2003 | Kirk Shepherd        | 4 - 0   | Jeroen Verhoeven      |
| 2004 | Oskar Lukasiak       | 4 - 1   | Jonny Nijs            |
| 2005 | Jonny Nijs           | 4 - 1   | Sven van Dun          |
| 2006 | Maarten Pape         | 4 - 1   | Jan Dekker            |
| 2007 | Shaun Griffiths      | 4 - 0   | Michael Smith         |
| 2008 | Shaun Griffiths      | 4 - 2   | Jamie Lewis           |
| 2009 | Jamie Lewis          | 4 - 1   | Jeffrey Stigter       |
| 2010 | Reece Robinson       | 4 - 1   | Kurtis Atkins         |
| 2011 | Jimmy Hendriks       | 4 - 2   | Jake Jones            |
| 2012 | Jeffrey de Zwaan     | 4 - 3   | Kenny Neyens          |
| 2013 | Shaun Lovett         | 4 - 2   | Colin Roelofs         |
| 2014 | Colin Roelofs        | 4 - 1   | Callan Rydz           |
| 2015 | Justin van Tergouw   | 4 - 2   | Joshua Richardson     |
| 2016 | Justin van Tergouw   | 4 - 1   | Owen Maiden           |
| 2017 | Nico Blum            | 4 - 3   | Keane Barry           |
| 2018 | Jurjen van der Velde | 4 - 3   | Keane Barry           |
| 2019 | Keane Barry          | 4 - 3   | Charlie Manby         |
| 2022 | Luke Littler         | 6 - 4   | Peter Stewart jr.     |
| 2024 | Lex Paeshuyse        | 6 - 1   | Mason Teese           |

#### Meeste toernooizeges
- Shaun Griffiths (2 titels)
- Justin van Tergouw (2 titels)

### Jeugd meisjes
| Jaar | Winnaar                | Uitslag | Tegenstander           |
| ---- | ---------------------- | ------- | ---------------------- |
| 1999 | Janine Gough           | 3 - 1   | Carly Ellis            |
| 2000 | Janine Gough           | 3 - 0   | Anastasia Dobromyslova |
| 2001 | Anastasia Dobromyslova | 3 - 1   | Jeanet Thomassen       |
| 2002 | Lynsey McDonald        | 3 - 1   | Nancy Tobi             |
| 2003 | Stevie Riggs           | 4 - 2   | Samantha Petchey       |
| 2004 | Irina Adrianova        | 4 - 2   | Chantal Snijders       |
| 2005 | Laura Tye              | 4 - 2   | Carla Molema           |
| 2006 | Kimberley Lewis        | 4 - 2   | Thea Kaaijk            |
| 2007 | Kimberley Lewis        | 4 - 2   | Lorraine Hyde          |
| 2008 | Linda Odén             | 4 - 0   | Lynn Poolen            |
| 2009 | Zoe Jones              | 4 - 1   | Emily Davidson         |
| 2010 | Zoe Jones              | 4 - 0   | Sara Rosen             |
| 2011 | Emily Davidson         | 4 - 0   | Alannah Waters         |
| 2012 | Fallon Sherrock        | 4 - 1   | Anne-Kathrin Wigmann   |
| 2013 | Casey Gallagher        | 4 - 0   | Kayleigh O'Neill       |
| 2014 | Robyn Byrne            | 4 - 0   | Beau Greaves           |
| 2015 | Danielle Ashton        | 4 - 1   | Rebecca Graham         |
| 2016 | Veronika Koroleva      | 4 - 3   | Beau Greaves           |
| 2017 | Beau Greaves           | 4 - 0   | Katie Sheldon          |
| 2018 | Beau Greaves           | 4 - 0   | Hayley Crowley         |
| 2019 | Katie Sheldon          | 4 - 3   | Sophie McKinlay        |
| 2022 | Paige Pauling          | 5 - 2   | Iida Lanko             |
| 2024 | Paige Pauling          | 5 - 0   | Nicole Gal             |

#### Meeste toernooizeges
- Janine Gough (2 titels)
- Kimberley Lewis (2 titels)
- Zoe Jones (2 titels)
- Beau Greaves (2 titels)
- Paige Pauling (2 titels)